# Mike Heffley
Michael „Mike“ Heffley (* 1948 in der San Francisco Bay Area) ist ein US-amerikanischer Jazz- und Improvisationsmusiker (Posaune, Piano) und Musikwissenschaftler.

## Leben und Wirken
Heffley wuchs in der San Francisco Bay Area auf; sein Vater war der Schauspieler und Autor Wayne Heffley (1927–2008), seine Mutter Mary Holder literarisch tätig. Mit zehn Jahren begann er Gitarre zu spielen und zu singen, mit 13 Jahren lernte er Piano und Posaune. Mit 17 Jahren studierte er im Sommer am Berklee College of Music. Zurück in San Francisco spielte er mit Musikern wie Oliver Johnson und Rafael Garrett. Nachdem er nach Eugene (Oregon) umgezogen war, studierte er Journalismus an der University of Oregon (Bachelor 1977).  Er gehörte in den späten 1980er-Jahren zum Northwest Creative Orchestra und war auch an den Aufnahmen der Formation mit Anthony Braxton beteiligt (Eugene, 1989). 1993 absolvierte er an der Musikfakultät der Antioch University seinen Master, um dann im Jahr 2000 an der Wesleyan University über Improvisation und Fragen des Idioms und der Identität bei den Künstlern des Labels Free Music Production zu promovieren. In den 1990er-Jahren arbeitete er weiterhin mit Braxton, sowohl musikalisch (Three Compositions for Sextet, 1994) als auch in der Lehre.
Ein Soloalbum mit Braxton-Kompositionen entstand 1996 (Meditations on Early Braxton); im Trio mit Royal Hartigan und Joe Fonda interpretierte er 1998 Braxtons Werk Re: Guarding 1 − Collaborations with Dead and Living Males and Females from Different Gene Pools. 2013 legte er das Album Angelizing Franya vor.
Heffley verfasste als Musikwissenschaftler, aufbauend auf seiner Dissertation, ein Buch über experimentelle Spielformen von Jazz und improvisierter Musik in Europa ab 1965 (Northern Sun, Southern Moon: Europe's Reinvention of Jazz, New Haven, CT: Yale University Press, 2005)  und The Music of Anthony Braxton (Routledge, 2001). Weiterhin trug er auf dem Darmstädter Jazzforum 2001 zur Theorie der freien Improvisation vor. Er arbeitete auch über seinen Neffen, den Gitarristen Jason Becker. 2012 bis 2014 lehrte er am Baker College.

## Diskographische Hinweise
- Anthony Braxton: Small Ensemble Music (Wesleyan) 1994 (Splasc(h) Records, 1999)
- Anthony Braxton: Creative Orchestra (Portland) 1989 – Part 1 (ed. 2012)
- Anthony Braxton: Creative Orchestra (Portland) 1989 – Part 2 (ed. 2012)
- Mike Heffley, Joe Fonda, Pheeroan akLaff: Songs of Nature and Love (rec. 1997–2000, ed. 2013)
- Piagnosis (Tender, Knowledge) (2013)